# Линдсей, Джефф

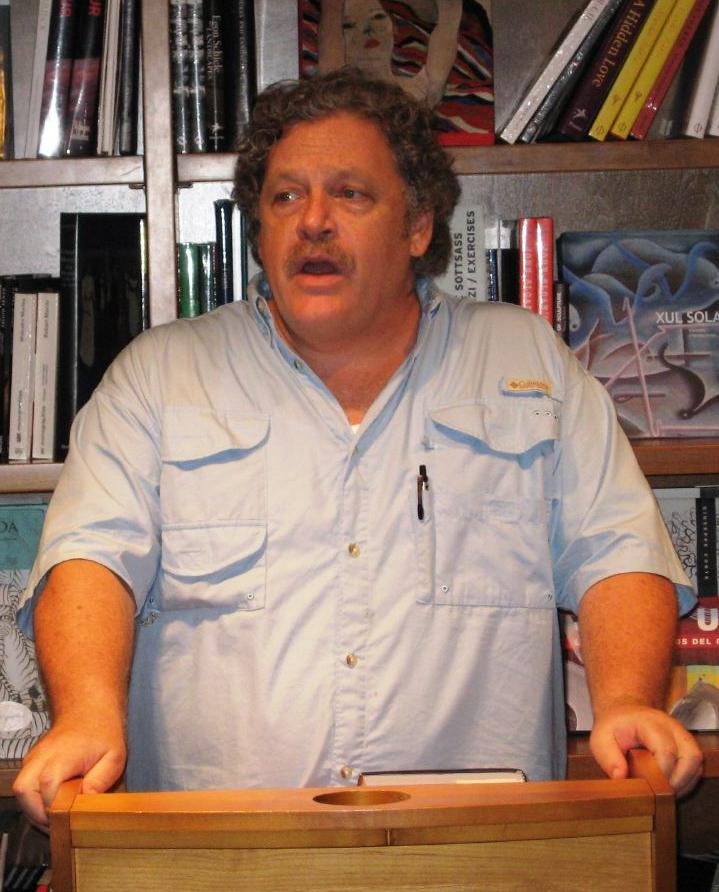
Джефф Линдсей в сентябре 2007 года

Джефф Линдсей (англ. Jeff Lindsay, настоящее имя Джеффри П. Фрейндлих (англ. Jeffrey P. Freundlich; род. 14 июля 1952, Майами)) — американский драматург и романист, известный своими романами о Декстере Моргане. Многие из его ранее опубликованных работ созданы вместе с женой Хилари Хемингуэй. Его жена — племянница Эрнеста Хемингуэя. Линдсей окончил частную среднюю школу Рансом-Эверглейдс в Майами в 1970 году и колледж Миддлбёри в Вермонте в 1975 году.
Первая книга в серии «Декстер» — «Дремлющий демон Декстера», которую автор первоначально хотел назвать Pinocchio Bleeds по совету своей средней дочери, но позднее изменил название из-за несогласия издателя, была включена в первоначальный список номинаций на премию Эдгара Аллана По в категории лучший первый роман автора. Однако он был исключен из списка после того как выяснилось, что Линдсей выпустил несколько книг в 1990-х под псевдонимом Джеффри П. Линдсей.
В 2006 году на канале Showtime вышел первый сезон сериала «Декстер» по мотивам романа «Дремлющий демон Декстера». Линдсей сыграл эпизодическую роль в десятом эпизоде третьего сезона «Декстер». Сериал был закрыт после восьмого сезона в 2013 году. В 2021 вышел мини-сериал Декстер: Новая кровь, действия в котором происходят 10 лет спустя после окончания оригинального сериала. 

### Нехудожественные произведения
- Hunting with Hemingway: Based on the Stories of Leicester Hemingway (2000)

### Художественные произведения
- Tropical Depression: A Novel of Suspense (1994)
- Dream Land: A Novel of the UFO Coverup (1995)
- Time Blender (1997)
- Dreamchild (1998)

Цикл «Декстер» / Dexter Series
1. Дремлющий демон Декстера / Darkly Dreaming Dexter (2004)
2. Добрый друг Декстер[3] / Dearly Devoted Dexter (2005)
3. Декстер во мраке / Dexter in the Dark (2007)
4. Декстер в деле / Dexter by Design (2009)
5. Деликатесы Декстера / Dexter is Delicious (2010)
6. Двойник Декстера / Double Dexter (2011)
7. Последний Дубль Декстера / Dexter's Final Cut (2013)
8. Декстер мертв[4] / Dexter Is Dead (2015)